# Harry Hopkins
Harry Hopkins (Harry Lloyd Hopkins) (Sioux City, Iowa, 17 de agosto de 1890 - New York, 29 de enero de 1946) fue un político de Estados Unidos que actuó como uno de los principales asesores y asistentes del presidente Franklin Delano Roosevelt, como uno de los principales ejecutores del New Deal, dirigiendo personalmente la Works Progress Administration como programa de empleo temporal fundado por el gobierno estadounidense. Al estallar la Segunda Guerra Mundial en Europa, Hopkins actuó como representante personal de Roosevelt en misiones al extranjero, ayudando a crear la Ley de Préstamo y Arriendo en favor de los Aliados.

## Inicios en la política

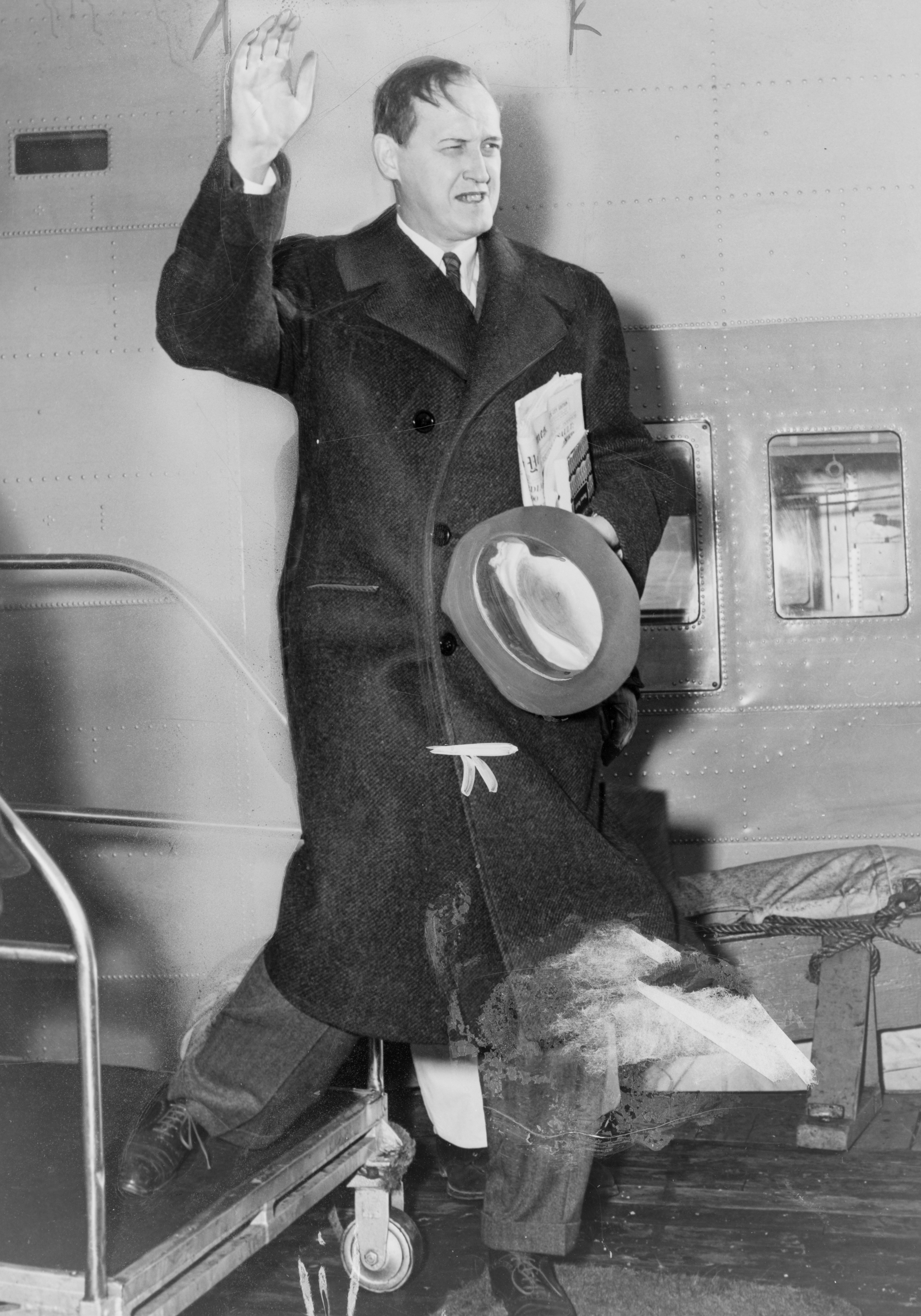
Harry Lloyd Hopkins

Hopkins nació en Iowa, hijo de un pequeño comerciante, y estudió en el Grinnell College del cual se graduó en 1912, migrando a New York para trabajar en proyectos de ayuda a los pobres. Tras varios años dedicados a administrar entidades de bienestar social, Hopkins actúa en la Cruz Roja de Estados Unidos durante la Primera Guerra Mundial y luego asume la dirección de las entidades de lucha contra la tuberculosis, dirigiendo eventualmente el gremio nacional de trabajadores sociales de Estados Unidos en 1925, mostrando eficacia en la administración de programas de ayuda a la población más pobre del Estado de Nueva York a fines de la década de 1920. Es en estas funciones donde, en 1932, conoce a Franklin Delano Roosevelt cuando este era gobernador del Estado de New York, Roosevelt queda impresionado favorablemente por la eficiencia de Hopkins.

## El New Deal
En marzo de 1933, Roosevelt designa a Hopkins como administrador federal de la ayuda pública a los pobres, pasando a trabajar en Washington. Hopkins defendía la idea que obtener un trabajo pagado servía más a los pobres que la ayuda social entregada directamente por terceros, desde un punto de vista psicológico, aumentando la autoestima de los beneficiarios antes que la simple ayuda recibida gratuitamente. Una vez designado por Roosevelt, Hopkins extiende el ámbito de los programas de ayuda del New Deal e introduce mecanismos donde la ayuda recibida se sustenta en la prestación de trabajos por cuenta del gobierno federal. Con ese proyecto, Hopkins ayuda a defiir los alcances de la  FERA, la Civil Works Administration (CWA) y la Works Progress Administration (WPA), dirigidos a personas en situación de pobreza o necesidad, mientras que otro adjunto de Roosevelt, Harold Ickes, idea y dirige la Public Works Administration, que se dirigía a trabajadores capacitados en situación de desempleo, y no a pobres extremos. 
El éxito de Hopkins le gana la amistad de Eleanor Roosevelt, esposa del presidente también dedicada a tareas de alivio de la pobreza. La influencia política de Hopkins creció aceleradamente entre el entorno de Roosevelt y le valió a Hopkins la designación como Secretario de Comercio entre 1938 y 1940.

## Durante la Segunda Guerra Mundial
Si bien los EE. UU. habían manifestado su neutralidad en septiembre de 1939, era visible que las simpatías del gobierno de Roosevelt se dirigían hacia Gran Bretaña, a pesar de una fuerte corriente de opinión pública en los EE. UU. que reclamaba mantener la neutralidad a toda costa. Mientras tanto, Roosevelt ideaba con Hopkins una estrategia para apoyar a los británicos sin romper la neutralidad hacia el Eje, por lo cual se emitió en marzo de 1941 la Ley de Préstamo y Arriendo en beneficio de Gran Bretaña, para proporcionarle armamento a precios muy bajos así como para enviar directamente ese armamento con convoyes navales estadounidense a puertos británicos; poco después Hopkins era enviado en misión diplomática oficial a Londres para entrevistarse con el primer ministro Churchill. Cuando en junio de 1941 el Tercer Reich lanza la invasión a la Unión Soviética, Hopkins es enviado por Roosevelt a Moscú para ofrecer apoyo estadounidense a Stalin. 
Si bien la neutralidad estadounidense continuaba, Hopkins aconsejaba a Roosevelt mantener una política de intransigencia diplomática hacia las potencias del Eje, esperando que así Estados Unidos entre en la guerra gracias a una declaración de la Alemania nazi, evitando que la iniciativa partiese del gobierno estadounidense para no perder el apoyo de la opinión pública local (que rechazaba ver a su país entrando por propia voluntad en la contienda). Inclusive Hopkins aconseja que conviene extender los beneficios de la Ley de Préstamo y Arriendo al gobierno soviético tras el ataque alemán. Durante las negociaciones de EE. UU. con Japón, Hopkins aconseja mantener el embargo comercial estadounidense hacia los puertos nipones, y poco después el Ataque a Pearl Harbor el 7 de diciembre de 1941 otorga a Hopkins una brutal confirmación de sus puntos de vista. No obstante, ello permite a Roosevelt entrar en la guerra con apoyo de la opinión pública estadounidense, impactada por el repentino ataque nipón.  
A lo largo de 1942 Hopkins se muestra partidario de otorgar prioridad a la preparación bélica para atacar primero al Tercer Reich en Europa, dando prioridad a este escenario antes que a la guerra en el Pacífico contra el Japón, mientras pide extender el apoyo de la Ley de Préstamo y Arriendo a China, incluyéndose luego como beneficiario a la Francia Libre. En 1943, Hopkins acude como asistente de Roosevelt a la Conferencia de Casablanca, a la Conferencia de El Cairo y luego a la Conferencia de Teherán. Durante este periodo Hopkins se convence de la urgencia de mantener a toda costa la alianza EE. UU. - URSS, a fin de impedir toda posibilidad de una paz separada del Eje con los soviéticos. De hecho, durante la Conferencia de Yalta Hopkins aconseja mantener las mejores relaciones posibles con la URSS (inclusive compartiendo secretos militares) para ganar la confianza de Stalin, esperando que esta política de amistad personal permita a Estados Unidos mantener a la URSS como aliado, aun cuando para esa fecha era evidente la fuerte desconfianza de Gran Bretaña hacia la expansión soviética en Europa Oriental.
Tras la muerte de Roosevelt, Hopkins piensa en renunciar pero Truman lo mantiene en su puesto y lo envía a la Conferencia de Potsdam. No obstante, un cáncer le impide desempeñar más funciones oficiales y le obliga a dejar sus cargos a fines de 1945. Murió en New York a inicios de 1946.